# Psyra subcuneata
Psyra subcuneata là một loài bướm đêm trong họ Geometridae.